# دیتریش ماتائوش
دیتریش ماتائوش (آلمانی: Dietrich Mattausch؛ زادهٔ ۲۶ آوریل ۱۹۴۰) بازیگر اهل آلمان است.
از فیلم‌ها یا سریال‌های تلویزیونی که وی در آن نقش داشته‌است، می‌توان به عشقی در آلمان، موفقیت، صحنه جرم، پرونده‌ای برای دو نفر، هشدار برای کبرا ۱۱ و کنفرانس وانزه اشاره کرد.